# Остапенко, Андрей Николаевич
Андрей Николаевич Остапенко (1925—1979) — автоматчик 1292-го стрелкового полка 113-й стрелковой дивизии 57-й армии 3-го Украинского фронта, красноармеец. Герой Советского Союза (1944).

## Биография
Родился 13 декабря 1925 года в станице Кутаисская города Горячий Ключ Краснодарского края ныне администрации города Горячий Ключ Краснодарского края в крестьянской семье. Русский. Воспитывался в Горячеключевском детском доме. Работал на нефтяных промыслах в Азербайджане.
В Красной Армии с апреля 1943 года. В действующей армии с июня 1943 года. Сражался на Юго-Западном, Степном и 3-м Украинском фронтах.
Указом Президиума Верховного Совета СССР от 3 июня 1944 года за образцовое выполнение боевых заданий командования и проявленные при этом мужество и героизм красноармейцу Остапенко Андрею Николаевичу присвоено звание Героя Советского Союза с вручением ордена Ленина и медали «Золотая Звезда».
После изгнания врага с территории СССР отважный воин освобождал Румынию, Болгарию, Югославию, окончив войну в Австрии, а затем продолжил службу в армии, которая с июля 1946 года стала именоваться Советской Армией. В 1950 году старшина Остапенко А. Н. уволен в запас.
Вернулся на родину, а потом уехал в Казахстан на освоение целинных и залежных земель. С 1955 года жил в городе Кокчетав Казахской ССР. Работал шофёром автотранспортных предприятий Кокчетава, а с октября 1964 года — шофёром автобазы треста «Кокчетавводстрой». За добросовестную и безаварийную работу были отмечен орденом «Знак Почёта» и медалью «За доблестный труд».
Пройдя боевой путь Великой Отечественной войны без единого ранения, герой-фронтовик трагически погиб 6 сентября 1979 года в результате автокатастрофы от инфаркта-миокарда и травмы головы. За его смерть никто не понёс наказания, несмотря на то, что виновником дорожно-транспортного происшествия был водитель автомашины, врезавшейся в автомобиль А. Н. Остапенко.
Похоронен в Кокшетау на городском кладбище.

## Память

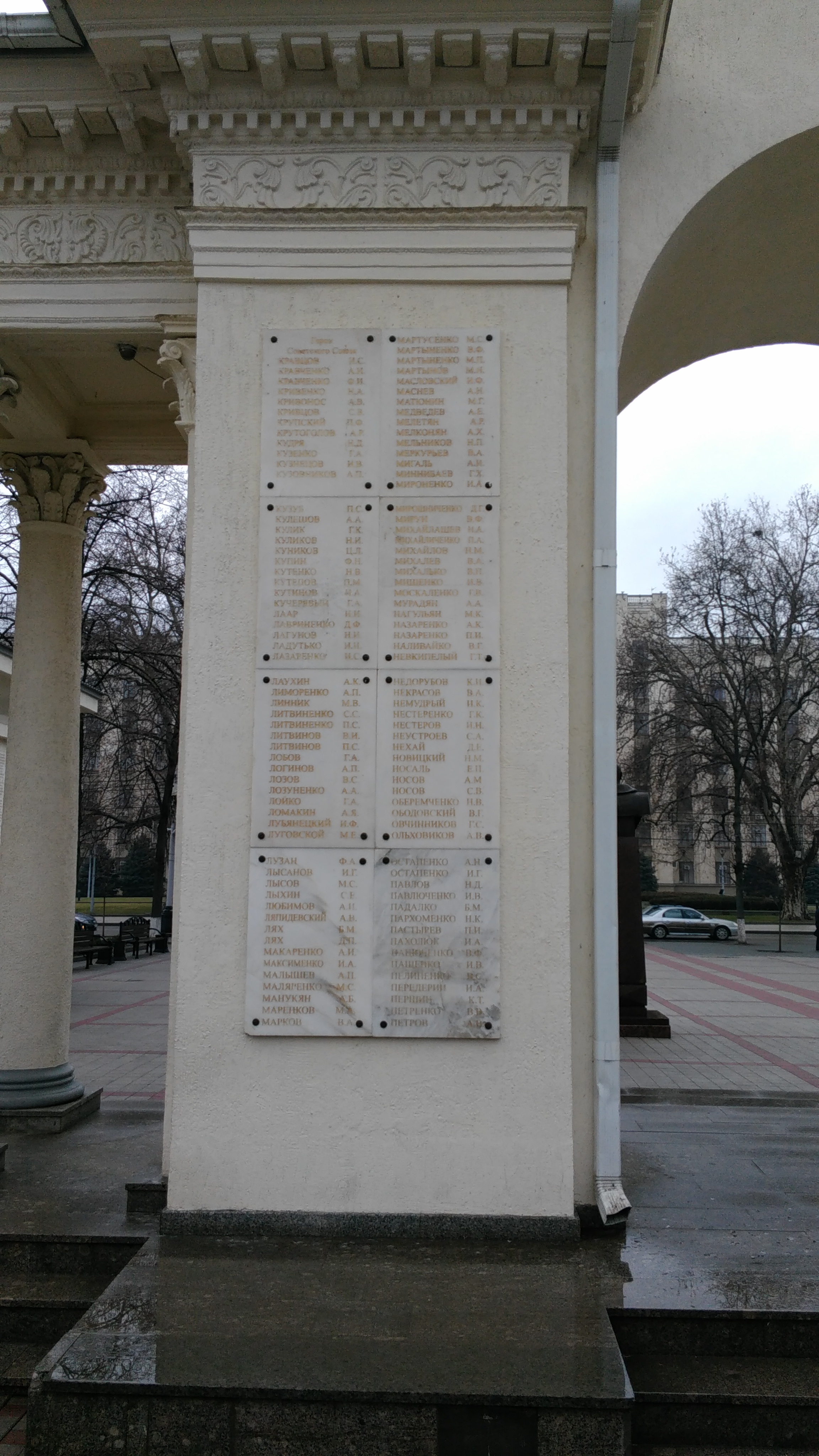
Имя Героя на мемориальной арке в Краснодаре. (Г-Пе)

- Имя Героя увековечено на мемориальной арке в Краснодаре.
- Имя Героя высечено золотыми буквами в зале Славы Центрального музея Великой Отечественной войны в Парке Победы города Москвы.
- Решением Исполнительного комитета Кокчетавского городского Совета депутатов трудящихся от 18 июля 1985 года «О переименовании отдельных улиц города Кокчетава» одной из улиц Кокчетава — Кокшетау присвоено имя Героя Советского Союза А. Н. Остапенко[1].
- На могиле героя установлен надгробный памятник.